# Fotboll vid panamerikanska spelen 1975
Fotboll vid panamerikanska spelen 1975 spelades på fyra ställen i Mexiko: Mexico City (spelens värdort), Guadalajara, Toluca och Puebla under perioden 13-25 oktober 1975. 13 lag deltog i gruppspelet, med Argentina som titelförsvarare. Efter den inledande omgången följde en andra omgång, som i sin tur följdes av en utslagsfas.

## Deltagande lag
- Argentina (amatörlandslag)
- Brasilien (olympiskt landslag)
- Bolivia (amatörlandslag)
- Kanada (olympiskt landslag)
- Costa Rica
- Kuba
- El Salvador
- Jamaica
- Mexiko (olympiskt landslag)
- Nicaragua
- Trinidad och Tobago
- Uruguay (olympiskt landslag)
- USA (olympiskt landslag)

## Första gruppspelet

### Grupp A
| Nr | Lag                 | S | V | O | F | GM | IM | MS | P |
| -- | ------------------- | - | - | - | - | -- | -- | -- | - |
| 1  | Mexiko              | 2 | 2 | 0 | 0 | 9  | 2  | +7 | 4 |
| 2  | Trinidad och Tobago | 2 | 1 | 0 | 1 | 2  | 6  | −4 | 2 |
| 3  | USA                 | 2 | 0 | 0 | 2 | 1  | 4  | −3 | 0 |

|  | 13 oktober 1975 | Mexiko | 6 – 1   | Trinidad och Tobago | Estadio La Bombonera                                        |                                                             |
|  |                 | Víctor Rangel 5′ Víctor Rangel 17′ José Luis Caballero 25′ Víctor Rangel 26′ José Luis Caballero 65′ Víctor Rangel 68′ | (4 – 0) | 58′ Michael Grayson | Toluca Publik: 26 000 Domare: Arturo Ithurralde (Argentina) | Toluca Publik: 26 000 Domare: Arturo Ithurralde (Argentina) |
|  |                 | |         |                     | Toluca Publik: 26 000 Domare: Arturo Ithurralde (Argentina) | Toluca Publik: 26 000 Domare: Arturo Ithurralde (Argentina) |
|  |                 | |         |                     | Toluca Publik: 26 000 Domare: Arturo Ithurralde (Argentina) | Toluca Publik: 26 000 Domare: Arturo Ithurralde (Argentina) |

|  | 15 oktober 1975 | Mexiko                                                        | 3 – 1   | USA               | Estadio La Bombonera                                     |                                                          |
|  |                 | Mario Carrillo 20′ Héctor Tapia 31′ Glenn Myernick 40′ (sjm.) | (3 – 0) | 75′ Len Salvemini | Toluca Publik: 30 000 Domare: Oscar Scolfaro (Brasilien) | Toluca Publik: 30 000 Domare: Oscar Scolfaro (Brasilien) |
|  |                 |                                                               |         |                   | Toluca Publik: 30 000 Domare: Oscar Scolfaro (Brasilien) | Toluca Publik: 30 000 Domare: Oscar Scolfaro (Brasilien) |
|  |                 |                                                               |         |                   | Toluca Publik: 30 000 Domare: Oscar Scolfaro (Brasilien) | Toluca Publik: 30 000 Domare: Oscar Scolfaro (Brasilien) |

|  | 17 oktober 1975 | Trinidad och Tobago  | 1 – 0   | USA | Estadio La Bombonera |        |
|  |                 | Winston Phillips 23′ | (1 – 0) |     | Toluca               | Toluca |
|  |                 |                      |         |     | Toluca               | Toluca |
|  |                 |                      |         |     | Toluca               | Toluca |

### Grupp B
| Nr | Lag       | S | V | O | F | GM | IM | MS | P |
| -- | --------- | - | - | - | - | -- | -- | -- | - |
| 1  | Argentina | 2 | 2 | 0 | 0 | 8  | 0  | +8 | 4 |
| 2  | Kanada    | 2 | 0 | 1 | 1 | 0  | 2  | −2 | 1 |
| 3  | Jamaica   | 2 | 0 | 1 | 1 | 0  | 6  | −6 | 1 |

|  | 13 oktober 1975 | Kanada | 0 – 0 | Jamaica | Estadio Cuauhtémoc                        |  |
|  |                 |        |       |         | Puebla Domare: Carlos Alfaro (Costa Rica) |  |
|  |                 |        |       |         |                                           |  |
|  |                 |        |       |         |                                           |  |

|  | 15 oktober 1975 | Argentina                                                                                                  | 6 – 0   | Jamaica | Estadio Cuauhtémoc                                   |                                                      |
|  |                 | Juan César Silva 22′, 34′, 69′ Carlos Salinas 47′ Pablo de las Mercedes Cárdenas 52′ Eduardo Marillack 54′ | (2 – 0) |         | Puebla Publik: 20 000 Domare: Jorge Narváez (Mexiko) | Puebla Publik: 20 000 Domare: Jorge Narváez (Mexiko) |
|  |                 | |         |         | Puebla Publik: 20 000 Domare: Jorge Narváez (Mexiko) | Puebla Publik: 20 000 Domare: Jorge Narváez (Mexiko) |
|  |                 | |         |         | Puebla Publik: 20 000 Domare: Jorge Narváez (Mexiko) | Puebla Publik: 20 000 Domare: Jorge Narváez (Mexiko) |

|  | 17 oktober 1975 | Argentina                                                 | 2 – 0   | Kanada | Estadio Cuauhtémoc                               |                                                  |
|  |                 | Pablo de las Mercedes Cárdenas 12′ Ray Telford 69′ (sjm.) | (1 – 0) |        | Puebla Domare: Valentin Gazo Álvarez (Nicaragua) | Puebla Domare: Valentin Gazo Álvarez (Nicaragua) |
|  |                 |                                                           |         |        | Puebla Domare: Valentin Gazo Álvarez (Nicaragua) | Puebla Domare: Valentin Gazo Álvarez (Nicaragua) |
|  |                 |                                                           |         |        | Puebla Domare: Valentin Gazo Álvarez (Nicaragua) | Puebla Domare: Valentin Gazo Álvarez (Nicaragua) |

### Grupp C
| Nr | Lag     | S | V | O | F | GM | IM | MS | P |
| -- | ------- | - | - | - | - | -- | -- | -- | - |
| 1  | Kuba    | 2 | 1 | 1 | 0 | 4  | 1  | +3 | 3 |
| 2  | Bolivia | 2 | 1 | 0 | 1 | 1  | 3  | −2 | 2 |
| 3  | Uruguay | 2 | 0 | 1 | 1 | 1  | 2  | −1 | 1 |

|  | 13 oktober 1975 | Kuba             | 1 – 1   | Uruguay           | Aztekastadion |             |
|  |                 | Julio Cepero 40′ | (1 – ?) | ?′ Eduardo Pierre | Mexico City   | Mexico City |
|  |                 |                  |         |                   | Mexico City   | Mexico City |
|  |                 |                  |         |                   | Mexico City   | Mexico City |

|  | 15 oktober 1975 | Kuba                                                | 3 – 0   | Bolivia | Aztekastadion                                   |                                                 |
|  |                 | Francisco Piedra 5′ Jorge Masso 9′ Luis Holmaza 89′ | (2 – 0) |         | Mexico City Domare: Efrén Aguilar (El Salvador) | Mexico City Domare: Efrén Aguilar (El Salvador) |
|  |                 |                                                     |         |         | Mexico City Domare: Efrén Aguilar (El Salvador) | Mexico City Domare: Efrén Aguilar (El Salvador) |
|  |                 |                                                     |         |         | Mexico City Domare: Efrén Aguilar (El Salvador) | Mexico City Domare: Efrén Aguilar (El Salvador) |

|  | 17 oktober 1975 | Bolivia          | 1 – 0   | Uruguay | Aztekastadion |             |
|  |                 | Manuel Blanco ?′ | (? – 0) |         | Mexico City   | Mexico City |
|  |                 |                  |         |         | Mexico City   | Mexico City |
|  |                 |                  |         |         | Mexico City   | Mexico City |

### Grupp D
| Nr | Lag         | S | V | O | F | GM | IM | MS  | P |
| -- | ----------- | - | - | - | - | -- | -- | --- | - |
| 1  | Brasilien   | 3 | 3 | 0 | 0 | 19 | 1  | +18 | 6 |
| 2  | Costa Rica  | 3 | 1 | 1 | 1 | 6  | 4  | +2  | 3 |
| 3  | El Salvador | 3 | 1 | 1 | 1 | 4  | 3  | +1  | 3 |
| 4  | Nicaragua   | 3 | 0 | 0 | 3 | 2  | 23 | −21 | 0 |

|  | 14 oktober 1975 | El Salvador                                               | 4 – 1   | Nicaragua         | Aztekastadion                                |                                              |
|  |                 | José Norberto Huezo 61′, 66′, 89′ Luis Ramírez Zapata 87′ | (0 – 0) | 71′ Manuel Cuadra | Mexico City Domare: Luis Barrancos (Bolivia) | Mexico City Domare: Luis Barrancos (Bolivia) |
|  |                 |                                                           |         |                   | Mexico City Domare: Luis Barrancos (Bolivia) | Mexico City Domare: Luis Barrancos (Bolivia) |
|  |                 |                                                           |         |                   | Mexico City Domare: Luis Barrancos (Bolivia) | Mexico City Domare: Luis Barrancos (Bolivia) |

|  | 14 oktober 1975 | Brasilien                                                 | 3 – 1   | Costa Rica           | Aztekastadion                                |                                              |
|  |                 | Raymundo Vázquez 23′ (sjm.) Tiquinho 54′ Cláudio Adão 70′ | (1 – 0) | 85′ Vicente Wanchope | Mexico City Domare: Enrique Mendoza (Mexiko) | Mexico City Domare: Enrique Mendoza (Mexiko) |
|  |                 |                                                           |         |                      | Mexico City Domare: Enrique Mendoza (Mexiko) | Mexico City Domare: Enrique Mendoza (Mexiko) |
|  |                 |                                                           |         |                      | Mexico City Domare: Enrique Mendoza (Mexiko) | Mexico City Domare: Enrique Mendoza (Mexiko) |

|  | 15 oktober 1975 | Costa Rica                                                           | 5 – 1   | Nicaragua         | Aztekastadion |             |
|  |                 | Carlos Solano 18′ Johnny Álvarado 36′ Vicente Wanchope 68′, 69′, 76′ | (2 – 0) | 83′ Mario Acevedo | Mexico City   | Mexico City |
|  |                 |                                                                      |         |                   | Mexico City   | Mexico City |
|  |                 |                                                                      |         |                   | Mexico City   | Mexico City |

|  | 15 oktober 1975 | Brasilien                                 | 2 – 0   | El Salvador | Aztekastadion                                   |                                                 |
|  |                 | Cláudio Adão 14′ Edino Nazareth Filho 69′ | (1 – 0) |             | Mexico City Domare: Domingo de la Mora (Mexiko) | Mexico City Domare: Domingo de la Mora (Mexiko) |
|  |                 |                                           |         |             | Mexico City Domare: Domingo de la Mora (Mexiko) | Mexico City Domare: Domingo de la Mora (Mexiko) |
|  |                 |                                           |         |             | Mexico City Domare: Domingo de la Mora (Mexiko) | Mexico City Domare: Domingo de la Mora (Mexiko) |

|  | 17 oktober 1975 | Costa Rica | 0 – 0 | El Salvador | Aztekastadion |  |
|  |                 |            |       |             | Mexico City   |  |
|  |                 |            |       |             |               |  |
|  |                 |            |       |             |               |  |

|  | 17 oktober 1975 | Brasilien | 14 – 00 | Nicaragua | Aztekastadion                             |                                           |
|  |                 | Luís Alberto 1′, 3′, 16′, 32′ João José dos Santos 5′, 34′ Rosemiro Correia de Souza 21′ Eudes Lacerda Medeiros 24′ Erivélto 30′ Chico Fraga 59′ Joao da Silva Batista 67′, 74′ Miguel Marcelo 72′, ?′ | (9 – 0) |           | Mexico City Domare: Ramón Calderón (Kuba) | Mexico City Domare: Ramón Calderón (Kuba) |
|  |                 | |         |           | Mexico City Domare: Ramón Calderón (Kuba) | Mexico City Domare: Ramón Calderón (Kuba) |
|  |                 | |         |           | Mexico City Domare: Ramón Calderón (Kuba) | Mexico City Domare: Ramón Calderón (Kuba) |

## Andra gruppspelet

### Grupp A
| Nr | Lag        | S | V | O | F | GM | IM | MS  | P |
| -- | ---------- | - | - | - | - | -- | -- | --- | - |
| 1  | Mexiko     | 3 | 2 | 1 | 0 | 17 | 2  | +15 | 5 |
| 2  | Costa Rica | 3 | 2 | 0 | 1 | 1  | 7  | −6  | 4 |
| 3  | Kuba       | 3 | 1 | 1 | 1 | 2  | 3  | −1  | 3 |
| 4  | Kanada     | 3 | 0 | 0 | 3 | 0  | 8  | −8  | 0 |

|  | 19 oktober 1975 | Mexiko                                                                                              | 8 – 0   | Kanada | Estadio La Bombonera                                     |                                                          |
|  |                 | Víctor Rangel 2′, 31′ Hugo Sánchez 12′ (str.), 48′, ?′ José Luis Caballero 36′, ?′ Víctor Gómez 70′ | (? – 0) |        | Toluca Publik: 30 000 Domare: Oscar Scolfaro (Brasilien) | Toluca Publik: 30 000 Domare: Oscar Scolfaro (Brasilien) |
|  |                 | |         |        | Toluca Publik: 30 000 Domare: Oscar Scolfaro (Brasilien) | Toluca Publik: 30 000 Domare: Oscar Scolfaro (Brasilien) |
|  |                 | |         |        | Toluca Publik: 30 000 Domare: Oscar Scolfaro (Brasilien) | Toluca Publik: 30 000 Domare: Oscar Scolfaro (Brasilien) |

|  | 19 oktober 1975 | Costa Rica        | 1 – 0   | Kuba | Estadio La Bombonera |        |
|  |                 | Alfredo Piedra ?′ | (? – 0) |      | Toluca               | Toluca |
|  |                 |                   |         |      | Toluca               | Toluca |
|  |                 |                   |         |      | Toluca               | Toluca |

| [ b ] | 21 oktober 1975 | Costa Rica | W/O | Kanada |  |  |
|       |                 |            |     |        |  |  |
|       |                 |            |     |        |  |  |
|       |                 |            |     |        |  |  |

|  | 21 oktober 1975 | Mexiko                                         | 2 – 2   | Kuba                                             | Estadio La Bombonera |        |
|  |                 | José Luis Caballero 7′ Hugo Sánchez 55′ (str.) | (1 – 1) | 22′ Regino Delgado 75′ (sjm.) Ernesto de la Rosa | Toluca               | Toluca |
|  |                 |                                                |         |                                                  | Toluca               | Toluca |
|  |                 |                                                |         |                                                  | Toluca               | Toluca |

| [ b ] | 23 oktober 1975 | Kuba | W/O | Kanada |  |  |
|       |                 |      |     |        |  |  |
|       |                 |      |     |        |  |  |
|       |                 |      |     |        |  |  |

|  | 23 oktober 1975 | Mexiko                                                                                      | 7 – 0   | Costa Rica | Estadio La Bombonera                  |                                       |
|  |                 | Hugo Sánchez 9′, 22′, 33′ (str.) José Luis Caballero 38′ Víctor Rangel 58′, 76′, 83′ (str.) | (4 – 0) |            | Toluca Domare: Toros Kibritjian (USA) | Toluca Domare: Toros Kibritjian (USA) |
|  |                 |                                                                                             |         |            | Toluca Domare: Toros Kibritjian (USA) | Toluca Domare: Toros Kibritjian (USA) |
|  |                 |                                                                                             |         |            | Toluca Domare: Toros Kibritjian (USA) | Toluca Domare: Toros Kibritjian (USA) |

### Grupp B
| Nr | Lag                 | S | V | O | F | GM | IM | MS  | P |
| -- | ------------------- | - | - | - | - | -- | -- | --- | - |
| 1  | Brasilien           | 3 | 2 | 1 | 0 | 13 | 0  | +13 | 5 |
| 2  | Argentina           | 3 | 2 | 1 | 0 | 9  | 1  | +8  | 5 |
| 3  | Bolivia             | 3 | 1 | 0 | 2 | 3  | 11 | −8  | 2 |
| 4  | Trinidad och Tobago | 3 | 0 | 0 | 3 | 2  | 15 | −13 | 0 |

|  | 19 oktober 1975 | Argentina                                                                             | 5 – 1   | Trinidad och Tobago | Aztekastadion                                  |                                                |
|  |                 | José Luis Ceballos 38′ (str.) Carlos Salinas 50′, 55′ Daniel Valencia 61′, 64′ (str.) | (1 – 0) | 63′ Noel Llewellyn  | Mexico City Domare: Carlos Alfaro (Costa Rica) | Mexico City Domare: Carlos Alfaro (Costa Rica) |
|  |                 |                                                                                       |         |                     | Mexico City Domare: Carlos Alfaro (Costa Rica) | Mexico City Domare: Carlos Alfaro (Costa Rica) |
|  |                 |                                                                                       |         |                     | Mexico City Domare: Carlos Alfaro (Costa Rica) | Mexico City Domare: Carlos Alfaro (Costa Rica) |

|  | 19 oktober 1975 | Brasilien                                                     | 6 – 0   | Bolivia | Aztekastadion                             |                                           |
|  |                 | Leguelé 16′ (str.) Cláudio Adão 37′, 46′, 89′, ?′ Erivélto ?′ | (2 – 0) |         | Mexico City Domare: Dante Maglio (Kanada) | Mexico City Domare: Dante Maglio (Kanada) |
|  |                 |                                                               |         |         | Mexico City Domare: Dante Maglio (Kanada) | Mexico City Domare: Dante Maglio (Kanada) |
|  |                 |                                                               |         |         | Mexico City Domare: Dante Maglio (Kanada) | Mexico City Domare: Dante Maglio (Kanada) |

|  | 21 oktober 1975 | Brasilien | 0 – 0 | Argentina | Aztekastadion                                           |  |
|  |                 |           |       |           | Mexico City Domare: Alfonso González Archundia (Mexiko) |  |
|  |                 |           |       |           |                                                         |  |
|  |                 |           |       |           |                                                         |  |

|  | 21 oktober 1975 | Bolivia                                             | 3 – 1   | Trinidad och Tobago | Aztekastadion                              |                                            |
|  |                 | Manuel Blanco 6′ Sempertegui 32′ Natalio Flores 43′ | (3 – ?) | Ron Laforest        | Mexico City Domare: Jorge Narváez (Mexiko) | Mexico City Domare: Jorge Narváez (Mexiko) |
|  |                 |                                                     |         |                     | Mexico City Domare: Jorge Narváez (Mexiko) | Mexico City Domare: Jorge Narváez (Mexiko) |
|  |                 |                                                     |         |                     | Mexico City Domare: Jorge Narváez (Mexiko) | Mexico City Domare: Jorge Narváez (Mexiko) |

|  | 23 oktober 1975 | Argentina                                                                | 4 – 0   | Bolivia | Aztekastadion                                           |                                                         |
|  |                 | Sergio Fortunato 2′, ?′ Juan César Silva ?′ José Luis Ceballos ?′ (str.) | (? – 0) |         | Mexico City Domare: Alfonso González Archundia (Mexiko) | Mexico City Domare: Alfonso González Archundia (Mexiko) |
|  |                 |                                                                          |         |         | Mexico City Domare: Alfonso González Archundia (Mexiko) | Mexico City Domare: Alfonso González Archundia (Mexiko) |
|  |                 |                                                                          |         |         | Mexico City Domare: Alfonso González Archundia (Mexiko) | Mexico City Domare: Alfonso González Archundia (Mexiko) |

|  | 23 oktober 1975 | Brasilien                                                                                  | 7 – 0   | Trinidad och Tobago | Aztekastadion                           |                                         |
|  |                 | Cláudio Adão 4′, 40′, 62′ Erivélto 15′ João José dos Santos 16′ Eudes Lacerda Medeiros 18′ | (5 – 0) |                     | Mexico City Domare: Ilio Matos (Kanada) | Mexico City Domare: Ilio Matos (Kanada) |
|  |                 |                                                                                            |         |                     | Mexico City Domare: Ilio Matos (Kanada) | Mexico City Domare: Ilio Matos (Kanada) |
|  |                 |                                                                                            |         |                     | Mexico City Domare: Ilio Matos (Kanada) | Mexico City Domare: Ilio Matos (Kanada) |

## Slutspel

### Bronsmatch
|  | 25 oktober 1975 | Argentina                                    | 2 – 0   | Costa Rica | Aztekastadion                                  |                                                |
|  |                 | Juan César Silva 36′ José Santiago Tello 70′ | (1 – 0) |            | Mexico City Domare: Oscar Scolfaro (Brasilien) | Mexico City Domare: Oscar Scolfaro (Brasilien) |
|  |                 |                                              |         |            | Mexico City Domare: Oscar Scolfaro (Brasilien) | Mexico City Domare: Oscar Scolfaro (Brasilien) |
|  |                 |                                              |         |            | Mexico City Domare: Oscar Scolfaro (Brasilien) | Mexico City Domare: Oscar Scolfaro (Brasilien) |

### Final
|  | 25 oktober 1975 | Mexiko           | 0000 1 – 1 (e.fl.) | Brasilien               | Aztekastadion                                                    |                                                                  |
|  |                 | Héctor Tapia 22′ | (1 – 0)            | 85′ (str.) Cláudio Adão | Mexico City Publik: 105 000 Domare: Arturo Iturralde (Argentina) | Mexico City Publik: 105 000 Domare: Arturo Iturralde (Argentina) |
|  |                 |                  |                    |                         | Mexico City Publik: 105 000 Domare: Arturo Iturralde (Argentina) | Mexico City Publik: 105 000 Domare: Arturo Iturralde (Argentina) |
|  |                 |                  |                    |                         | Mexico City Publik: 105 000 Domare: Arturo Iturralde (Argentina) | Mexico City Publik: 105 000 Domare: Arturo Iturralde (Argentina) |

## Priser och utmärkelser
| Guldmedaljörer vid panamerikanska spelen     |
| -------------------------------------------- |
| Mexiko och Brasilien Andra titeln (för båda) |

## Anmärkningslista
1. ↑  Räknar man bort de två matcherna som inte spelades när Kanada drog sig ur turneringen, så ligger målsnittet 4 mål per match.
2. 1 2 3  Kanada spelade inte matcherna mot Costa Rica respektive Kuba samt man drog sig ur turneringen. Motståndarna tilldelades segern.